# Кола (Бања Лука)
Кола су насељено мјесто и мјесна заједница на подручју града Бање Луке, Република Српска, БиХ. Мјесну заједницу Кола чине насељена мјеста Кола и Зеленци, а од 2010. године и дио насељеног мјеста Рекавице. Према прелиминарним подацима пописа становништва 2013. године, у овом насељеном мјесту је пописано 1.212 лица.

## Географски положај
Кола се налазе на 10. километру од града (рачунајући од Нуле тј. Српских Топлица). Положај овог мјеста јако је велик, што доводи до распрострањености становништва који су даљи од амбуланте, поште итд. Постоје 3 продавнице, кафић „Афродита“, кафе-пицерија „Кола“, затим амбуланта, пошта, споменик палим борцима са мањим парком, велико игралиште поред школе и двије зграде, док остале грађевине представљају породичне куће и објекти становника.

## Култура и образовање
У мјесту Кола, налази се Основна школа „Петар Кочић“, коју чине и подручне школе у Стричићима, Конотарима, Лусићима, Павићима, Вилусима и Локварима. Првобитно се та школа звала „Бранко Загорац“, али је почетком 90-их година промијенила назив у „Петар Кочић“.

## Становништво
| Националност       | 1991. | 1981. | 1971. | 1961. |
| Срби               | 2.212 | 2.660 | 2.924 | 440   |
| Југословени        | 18    | 14    | 5     |       |
| Хрвати             |       | 16    | 17    |       |
| Муслимани          | 1     | 1     |       |       |
| остали и непознато | 10    | 3     | 11    |       |
| Укупно             | 2.241 | 2.694 | 2.957 | 440   |

| Националност       | 1991. |
| Срби               | 2.365 |
| Југословени        | 12    |
| Муслимани          | 1     |
| остали и непознато | 6     |
| Укупно             | 2.195 |

| Демографија | Демографија | Демографија |
| Година      | Становника  | Становника  |
| ----------- | ----------- | ----------- |
| 1953.       | 7.101       |             |
| 1961.       | 440         |             |
| 1971.       | 2.957       |             |
| 1981.       | 2.694       |             |
| 1991.       | 2.130       |             |
| 2013.       | 1.212       |             |